# Žiga Radkovič
Žiga Radkovič, slovenski spidvejist, * 17. december 1991, Brežice. Nekdanji voznik, ki je od leta 2022 trener spidvejistov kluba AMD Krško. 